# ハンドレッドソード
『ハンドレッドソード』 (HUNDRED SWORDS) は、スマイルビット製作、セガ発売の、ネット対戦対応のリアルタイムストラテジーゲーム。

## 概要
中世風の架空の世界大陸を舞台にした、戦乱と矛盾に身を投じるナルアヴァルの少年王ラーフとグランの少女王ファルスを中心に描く物語である。ドリームキャスト版は2001年2月15日に、PC版は同年5月31日にそれぞれ発売された。
ドリームキャスト版には、通常版の他に、@barai版が2002年2月8日に発売された。

## オフライン

### アドベンチャーモード
ハンドレッドソードのメインとも言える全6話構成のシナリオモード。前半を騎馬民族ナルアヴァルの少年王ラーフ・ナルアヴァル、後半を魔法国家グランの少女王ファルス＝ル・グランを操作して進める。アドベンチャーパートでは選択肢を選びながら物語を進め、選んだ選択が公的なものであれば王（女王）として、私的なものであれば個人として成長し、それぞれリーダーの最大統率兵数、リーダー自身の戦闘力などが上昇する。RTSパートでは各マップごとに定められた条件をクリアして、好成績で終了した場合評価に応じてシェルと呼ばれる特殊能力を使用できるアイテムを取得可能で、以後のRTSパートや後述のオンラインプレイ時に使用できる。

### ミッションモード
アドベンチャーパートの外伝的なミッションが全18種類用意されており、ミッションはそれぞれ初・中・上級の3つに分類されていて好きなミッションを遊ぶことができる。使用する国はアドベンチャーモードでは敵側で使用できないマスカー・ルプラストリエの両国のミッションが中心となっている。クリア戦績に応じて通常シェルの他にミッションモードでしか手に入らない特殊シェルも獲得可能で、獲得したシェルは後述のオンラインプレイ時に使用できる。
初級
- これも愛のカタチ
- ダビドフ一人旅
- 蘇る傷の記憶
- 緑の波の向こうに
- 卑怯じゃないのよ
- 近代兵器の丘

中級
- 通して顎鬚公
- 蒼き疾風
- 砲弾のアーチ
- 魔女狩り
- 小細工の達人
- 敵王女を守護せよ

上級
- 波状攻撃突破
- 砲弾の嵐
- 動機は皆よこしま
- 二人の女将
- 死に至る大地
- 和平交渉妨害

## オンライン
本作のもう1つのメインと言える、ネットワーク対戦モード。DCでは2003年1月31日に終了。PC版では小規模ながら現在も続いている。PC版で対戦する場合、先に相手のIPを知っておかなければ対戦はできない。
対応人数は2 - 4人。戦闘開始前に同盟の設定をしておけば、1つの陣営につき最大100の兵を率いて、資源収集、兵力増強を行ないながら戦闘する。ルールによって、すべての敵本陣を破壊するか、すべての敵大将を撃破するかで勝利となる。また、時間制限を設定して時間切れとなった場合はそれまでの撃破・損害・資源獲得量の多寡で勝敗が決まる。終了後の評価に応じてシェルと呼ばれる使用型特殊能力を獲得でき、次回以降のオンライン対戦に使える。

## 登場人物

### 騎馬民族ナルアヴァル
ラーフ・ナルアヴァル
アドベンチャーモード・主人公の1人。騎馬民族ナルアヴァルの国王。その若さでの立場から少年王と呼ばれている。15歳。
母は奴隷民族ラ＝ヴールの王族であり混血。父王逝去により若くして国王となる。理想主義者で、かつて世界大陸を蹂躙した自国の歴史を憂い、世界平和を望んでいる。グラン女王、ファルス・ル・グランと文のやり取りをしており、お互いに心惹かれている。
パルミラ・ナルアヴァル
ラーフの母で前ナルアヴァル王スヴェロの妻。
元は奴隷民族ラ＝ヴールの王族で褐色の肌を持つ女性。スヴェロとはその王子時代、彼が旅にした折に知り合いお互いに身分を知らないまま恋に落ちた。2人の間には保守的で頑迷な障害が多かったが2人の力でこれを克服して結ばれた。
ネル・シュリンクマン
ナルアヴァル王家に代々仕えているシュリンクマン家の長女。16歳。
ラーフとは幼馴染みの間柄であり、生涯を王と共にする「不即不離の官」に立候補する。弓の使い手であり、ナルアヴァルの弓騎兵を束ねている弓騎卿。ラーフに密かな想いを抱いているようであるが、現在のところは親友の間柄。
デアモンド・アーブラス
「神槍」「大アーブラス」の異名をもつ大騎卿。ジョアン・アーブラスの父。
ラーフと若い幕僚達を導く経験豊かな人物。長きに渡る謀士民族マスカーとの戦いでの最後の戦役でもあり、「まやかし兵」を率いるダビドフ・ウォードレードとは一族を滅ぼされた因縁をもたれている。又、この戦いにおいて目を失明している。
ジョアン・アーブラス
ナルアヴァル最高の騎士、デアモンド・アーブラスの一人息子で、ラーフとネルとは親友の間柄。「小アーブラス」の異名をもつ。18歳。
彼もまた「不即不離の官」に立候補することになる。向こうみずで猪突猛進な性格のため、父からは時折叱咤されている。龍騎兵軍を率いる槍騎卿。
ソーン・ソマーヴィル
ラーフの叔父。35歳。
龍歩兵軍を率いる兵騎卿。大アーブラス、小アーブラス共に補佐する役回りである。とても熱くなる性格と生来のめぐり合わせの悪さから失敗が多い。
アナ・ルルースマン
ナルアヴァルの弓兵軍を率いる少女。16歳。
性格は寡黙。冷静だと思われがちだが、言う事をあまり思いつかない気質。ネルとは弓の腕を競う間柄で仲が良い。
ラシード＝デ・ダナン
詩人の家系。ダナン家の棟梁。男性。34歳。
ナルアヴァルの公式の政務・官報官、史書編纂家であり、ラーフの家庭教師である。
シェルキー・ダグロ
ナルアヴァルの剣兵軍を指揮する歩兵指揮官の男性。ソーンとは正反対の性格でのんびりやで古女房的な存在。
シュー・アンブロア
ラーフとファルスの文通の仲立ちをしている、獣人族の少年。年齢は約10～12歳。
はしっこく、機転の利く陽気な性格。昔、ナルアヴァルに蹂躙された一族の末裔。しかしラーフに怨みを全くもってはいない。
ミュウ＝ミュウ・ベァートゥス
獣人族の少女。ヴィルナのガオンを教王にいただく「血の石教」の司祭。
ラーフ達の行動を共にしながら、戦いそのものが愚かと見ており、しばしばその視点からラーフの決断を批判する。
シンシン
ラーフの身の回りをする女官。古い気質持つナルアヴァル人。自由奔放にふるまうラーフを王族らしい所作を教え込もうと日々奮闘をしている。

### 魔法民族グラン
ファルス＝ル・グラン
アドベンチャーモード・主人公の1人。魔法民族グランの国王。少女王と呼ばれている。16歳。
魔女王擾乱と呼ばれる政変により、実母シェルファ＝ピァ・グランを追放する形で王位に着いており、その事で深く思い悩んでいる。グランの諸侯らの対立に頭を痛めている。
イゴール・ウィノグラドウ
「顎髭公」と言う異名もつグラン最大の英雄。45歳。
魔女王擾乱時に、幼いファルスを救いシェルファと戦った。救国第一の功臣であることからファルス、顕官達から信頼の厚い人物。又、魔女王擾乱の諍いから収めるべく奔走し、中央カーズ・バールに出仕する事はない。
アシュリー・ウィノグラドウ
「賢龍樹の三姉妹」の長女。21歳。
世界屈指の「種子使い」。かつて妹達と賢龍の木を育てる樹園を営んでいたが。現在は顕官で有数の商家であるカーシュナ家の未亡人。自堕落な生活を送り少女王の前でも自由気ままに振舞う悪婦。父である顎髭公、2人の妹とはほぼ断絶している。
ヴァリ・ウィノグラドウ
「賢龍樹の三姉妹」の次女。18歳。
「種子使い」。アシュリーとは正反対の生真面目な少女。姉の出奔後、妹のエディット樹園を営んでいる。生来の頭の良さから姉が無責任を憎んでいても仕方ないと思っている。
エディット・ウィノグラドウ
「賢龍樹の三姉妹」の三女。10歳。
細かい事には気にしないおおらかで明るい楽天家。2人の姉の相反する性格を愛しており仲良くなって欲しいと願っている。「種子使い」としては上の姉2人と比べても未熟だが、才能は姉達以上とも噂される。
ジュスティーン＝フォン・ジュスト
少女王を政治面で補佐する首席政務官。エロール＝サン・ジュストの姉。29歳。
弟とは正反対の物腰の柔らかい穏やかな性格だが意志が強い上に強かで柔軟な為、その政務手腕には誰もが一目を置いている。ファルスや同僚から「ジュス」と呼ばれ、皮肉屋のエロールが最も頭が上がらない人物である。
エロール＝サン・ジュスト
グランの魔道士で少女王ファルスの友人。15歳。
自由奔放で大胆な皮肉屋というトリックスター的な存在。
グランの宮廷では「ジュスト家のはねあがり」として持て余されている。グランの執政官筆頭である姉・ジュスティーンには頭が上がらない。
ユーリ・ファングオール
着衣の色から「紫紺公」異名を持つ聖騎士軍を率いる有力諸侯。名騎士を代々輩出するファングオール家の若い棟梁。25歳。
自尊心が高くナルアヴァルとの付き合いには批判的で、名家の出身ではないフェオファン・ゴートと良く揉める。性格は実直。
フェアファン・ゴート
我流剛剣の剣術家。42歳。
豪放磊落そのものの男性。酒癖が悪い大酒のみでやや短気。魔女王擾乱時にときのフェオファンを中心に少女王を救う為に旅立つ。戦後、その功績により王宮の出入りと剣の腕を買われ、庶民出身の諸侯として地位を固める。生来の性格が災いしてかユーリ・ファングオールとは良く衝突する。
アッカ・レーベルホルト
代々グランの系累をかしずく強力な獣人族の女性。
勇猛で敏速な剣技を操り、少女王の親衛軍を統率する。情に厚くファルスとラーフの文通を良く思っている人物でもある。
クルト・ガァル
アッカと共に親衛隊を率いる獣人族の男性弓使い。
言葉少ない実直な性格。長年の出仕であっても華やかな王宮生活に慣れないらしい。
オルトゥール・ペロー
ハンナベラ・カーシュナの家人であり、その私兵を統率する獣人族の男性弓使い。
弱者やカーシュナ家の肩書きに弱い相手には強気に出るが実際は窮地に弱いほど気弱、しかし憎めない性格でもある。幼い少女王にことのほか尊敬をしている。
ハンナベラ・カーシュナ
ジュスト家と並ぶグラン王家の顕官・カーシュナ家の旧当主で故ガー・カーシュナの姉。47歳。
かなりの巨体。ガー・カーシュナが遺産を遺言でアシュリーに譲った為、疎ましく思っている。しかしウィノグラドウ家との繋がりは利用できるので親戚顔してアシュリーにつきまとう。しかし自尊心が強い為、時折アシュリーに対しての不満などを漏らすことも。様々なグランに巻き起こるいざこざに乗じ禁制品を横流し、売買している噂も。
ボリースカ・ヴロウ
ガー・カーシュナとアシュリーの親友であった修道僧。「ばかのポリースカ」と呼ばれている。20歳。
「カーシュニスカの虐殺」以降、ガー・カーシュナの死を契機に沈黙の誓いを立て、以降一切口をきかない。何か思う所があるのかアシュリーに影のように付きまとっているがアシュリー自身もそれを黙認して彼には何故か優しく接する。
ラト・デリ
スタラヤ・ルッサの僧院より「血の石教」カーズ・パール教区をおさめる大導師。男性。
誰もが認める賢人、人格者でファルスの教師代わりをする人物。ファルスは陰惨な経験から「神の存在」を疑い信じる事を拒否しているが、ラドはファルスの言い分を否定することなく聞き、公平に適切な助言をしている。
フレッター・ピコ
ラドを補佐する血の石教の僧侶。男性。
ラドとは正反対で世俗権力として血の石教の権威を保持しようとする生臭い人物。随所で政治的な発言を繰り返しており、ファルスから疎ましく思われている。

### 謀士民族マスカー
虚言王
謀士民族マスカーの領袖。人前に殆ど現さない謎多き人物。
戦線に出ても露出を表さない鎧で身を固めている。素顔を出さないのも臣下に毒を盛られて顔面崩壊している噂もある。政治一般と軍事に関する事についてはミラボー・アンチサンクトを通じて行なう。
レンツ・マスカー
謀士民族マスカーの王位継承者であり、マスカーの王「虚言王」の息子。ナルアヴァルに踏み躙られてきた自国の歴史を恥に思い、ナルアヴァルを深く憎んでいる。ラーフとは対照的な性格。
ミラボー・アンチサンクト
虚言王に影の様に付き従う「路傍の民」の幼生族と人族の混血で「ミラボー卿」と呼ばれている魔道の軍事宰相。男性。
虚言王の作を輔弼し、時には献策して卑劣な業を助ける。不気味な立ち振る舞いを見せる小柄な老人。生自である幼生族がナルアヴァルに迫害を受けた経緯をもっている。
ダビドフ・ウォードレード
姿を消して敵を襲う「まやかし兵」を率いレンツの脇を固める将軍。男性。
紳士風をした悪党。洗練された振る舞いからは想像も出来ぬほど屈折した人物。ラーフの先々代の時代ナルアヴァルとマスカーに生じた最後の戦いで、当時のデアモンド・アーブラスに一族を滅ぼされており、その恨みはレンツ同様に深い。
プリシラ・カルーン
ダビドフと共にレンツの脇を固める隻眼の装甲騎兵部隊を率いる女将軍。
元は無頼の女盗賊で領内を安んじようとするマスカー軍と丁々発止にやりあっていたが、その過程でレンツ・マスカーと出会い不器用に情を通じ合う。それがきっかけでレンツの幕下に加わる。
オ・バンドー
プリシラと共に装甲騎兵部隊を率いる指揮官。男性。
盗賊時代からプリシラとつるんでいたチンピラ上がりの子悪党。プリシラと共にレンツの幕下に加わる。
イド・クラーキン
幼生族と人族の混血でミラボーの弟子である男魔道士。
ヘム・サキン
マスカー装甲歩兵部隊を率いる指揮官。モヘップに双子の兄。
モヘップ・サキン
マスカー装甲弓兵部隊を率いる指揮官。ヘムの双子の兄。

### 重商民族ルプラストリエ
ザーン・カリオステア
重商民族ルプラストリエの貴族で、「シュ・カント」と呼ばれる組織のNo.2。男性。27歳。
上級統尉の要職にあり、北方作戦軍を率いている。理知的で冷徹なその性格は「シュ・カント」という組織を体現していると言える。自身も浮遊騎兵を操る戦士だが、ゲーム中ではさほど強くはない。
エリス・アーリントン
機械化弓兵部隊を率いる、ルプラストリエの名門カリオステアの執事家・アーリントン家の次女。22歳。
姉が家を継ぐ為に才能を発揮する場所を求めて軍人となる。女性らしい洞察力を持ち現実主義者で生真面目。「シュ・カント」関しても当初は平和の為に国家運動に参加したが運動が先鋭化するに従い自らの主張に疑いの目を向けるようになる。
ゲエル・ロードキルヒ
代々ルプラストリエ陸軍騎兵部隊を率いるロードキルヒ家の嫡子。26歳。
元々「シュ・カント」運動には興味を持っていなかったが、運動の隆盛に従い戦列序列が変化し、正規軍が機械化の精鋭組織軍である「シュ・カント」の指揮下に入る及び除隊を願い出てシュ・カント騎兵軍に参加した。名誉欲に駆られた野心家で軍人の出身ではないカーンを上官である事をに不満を持っている。
ナタリア・バケット
エリスと共に機械化弓兵部隊を率いる二流貴族・バケット家の長女。22歳。
親友であるエリスに付き添う軽い気持ちで「シュ・カント」に参加。明るくこだわりの無い性格でシュ・カントでは異彩を放っている。
イング・ゴトレーシュ
ルプラストリエ機械化弓兵部隊を率いる女性将校。21歳。
献身的なシュ・カントの将校で、その熱狂ぶりはルプラストリエ貴族では一般的な姿と言える。性格は無口で目立たないほど地味であるが、粛粛と使命をこなす。その為、任務に迷いを見せるエリス、名誉しか頭にないロードキルヒ、能天気なナタリアを軽蔑している。
ウーデット・テレジエンシュタット
ルプラストリエの独自の美意識をもった人気オペラ歌手。自らの声を魔術とする魔道士。
気まぐれに北方作戦軍に参加。爛熟した文化の担い手である芸術家らしく自由と美的を愛している為、規律と簡潔、純潔を強制する黒づくめのシュ・カントと毛嫌いしている。
マリリアン
ウーデットに次ぐ人気オペラ歌手で魔道士。男性。
ウーデットとは異なる暑苦しいまで親しみやすさがウリと、自分を位置づけている。おまけにウーデットを勝手に盟友扱いにしてつきまとい友情の証として北方作戦軍に従軍してくる。シュ・カント運動については解っているようで、実際は何も解っていない。マリリアンは芸名で、本名は「ゴリアン・バガロビガロ」。
ベルベル・ルプラストリエ
ルプラストリエの商人王。
世界の冨を一身に集める為、世界大陸征服を目論む俗物。金銀財宝などの形あるものにしか興味が無く、いかなる世界観や宗教もロマンも信じない合理主義者。全ての政を腹心のシープ・ビーに任せて。自らは美食と遊興に打ち興じる人物。その反面文化と芸術に関しては誠実な保護者側面を持っている為、ルプラストリエに他の大陸から様々な才能が集まっている。
シープ・ビー
ベルベルの執事であり軍事宰相でもあり謎の人物。
ベルベルの金権主義的な勢力拡張策を裏で支える無神論主義者であり、民族や土地と言う価値観では平和は得られぬと言う先進的な思想の持ち主でもある。ベルベルの保護の下で特殊部隊「シュ・カント」を組織し、ルプラストリエ貴族の若者達を中心に「大陸世界の恒久平和」を目指している。